# Rodrigo de Villandrando

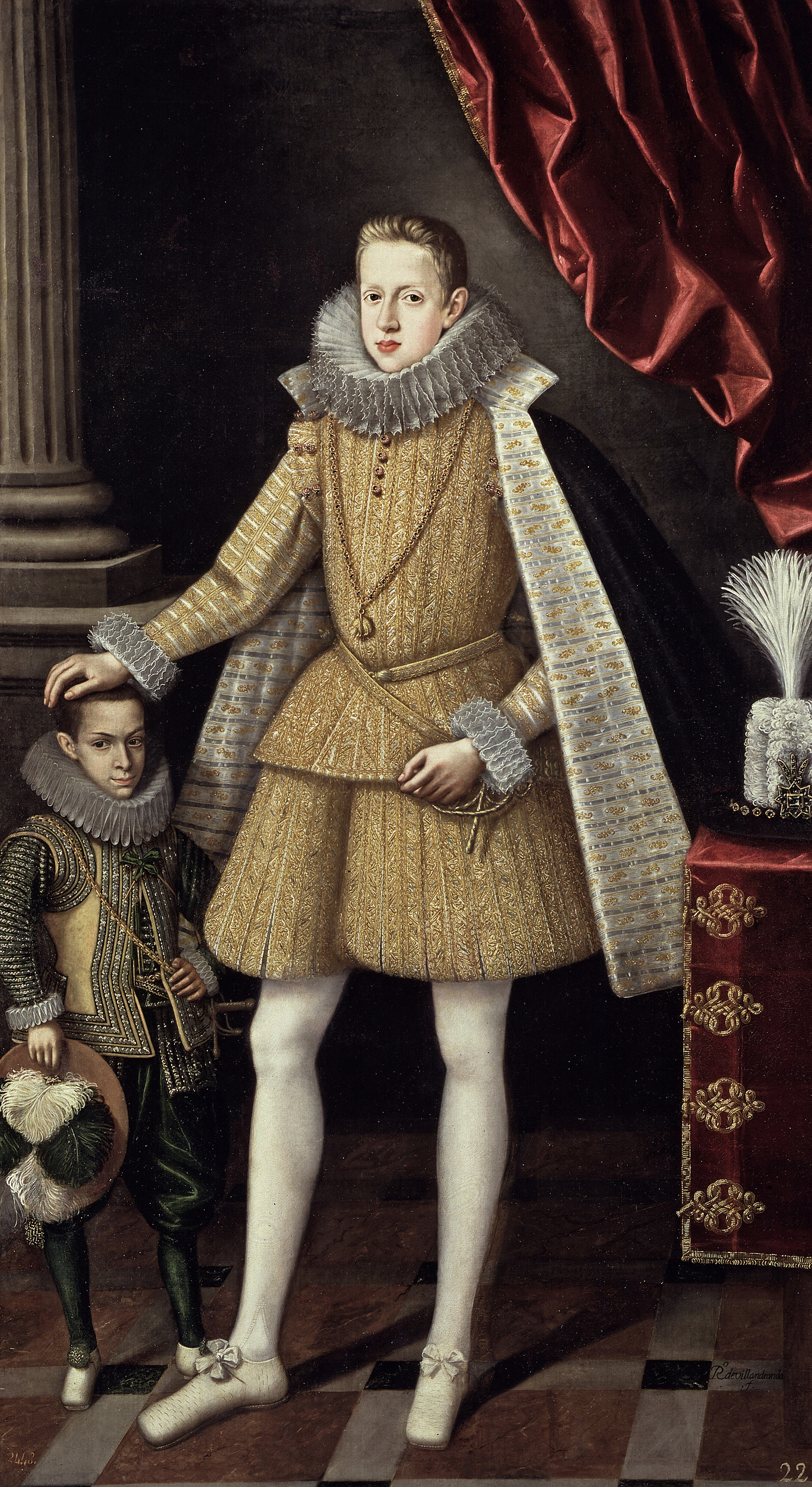
Felipe IV príncipe con el enano Soplillo (1620-21), Museo del Prado.

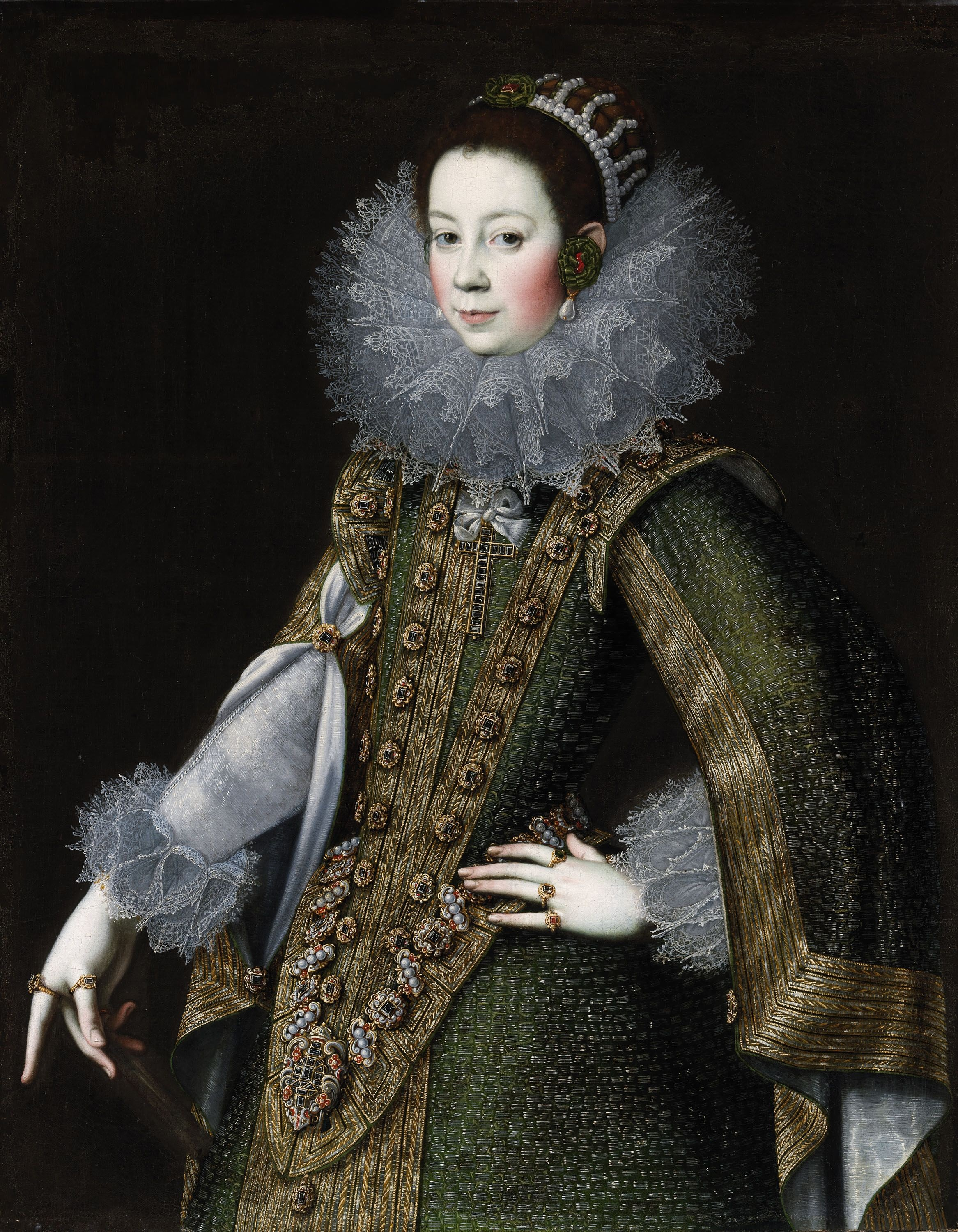
Doña Juana de Salinas (1622), National Gallery of Ireland, Dublín.

Rodrigo de Villandrando (Madrid, 1588-1622) fue un pintor español.

## Biografía
Nació del matrimonio entre Antonio de Villandrando, músico de cámara del rey, y de Catalina de la Serna, y desde la infancia trabajó en el taller de Juan Pantoja de la Cruz como aprendiz, manteniendo muy buena relación con su maestro hasta la muerte de este último. 
En los años siguientes, Villandrando trabajó con otro artista del taller de Pantoja de la Cruz, Bartolomé González. Pronto adquirió una clientela propia compuesta casi exclusivamente por damas que Rodrigo retrataba elegantemente. Su fama se extendió tanto que retrató a la familia Real, como testifican sus obras en el Real Monasterio de la Encarnación de Madrid y los lienzos del Museo del Prado.
Se sabe que Villandrando mantuvo intensas relaciones con diversos personajes de la Corte, lo que le permitió conseguir una situación económica desahogada. Obtuvo el título de ujier de cámara, cargo que a su muerte fue ocupado por Diego Velázquez. No solo practicó el retrato áulico, también se conocen algunas pinturas de tema religioso de su mano.

## Obras destacadas
- Felipe III en traje de corte (Monasterio de la Encarnación, Madrid)
- Margarita de Austria, reina de España (Monasterio de las Descalzas Reales, Madrid)
- Felipe IV príncipe y el enano soplillo (1620-21, Museo del Prado, Madrid)
- Retrato del cardenal-infante Don Fernando (1620-21, Monasterio de la Encarnación, Madrid)
- Retrato de la infanta María de Austria, reina de Hungría (1620-21, Monasterio de la Encarnación, Madrid)
- Retrato de Isabel de Borbón (1620, Museo del Prado, Madrid)
- Retrato de Doña Juana de Salinas (1622, National Gallery of Ireland, Dublín)
- Retrato de dama desconocida, tal vez Isabel de Borbón (colección particular)
- Retrato de dama (Museo Lázaro Galdiano, Madrid)
- Retrato de caballero (Colección privada)
- Retratos de caballeros de la Orden de Santiago (dos cuadros) (Real Maestranza de Caballería de Ronda)[1]